# US Ancona 1905
Die Unione Sportiva Ancona 1905 (bis 2010 Associazione Calcio Ancona) ist ein italienischer Fußballclub aus Ancona, der Hauptstadt der Marken.
Die Vereinsfarben sind Rot und Weiß. Als Stadion dient dem Verein das Stadio del Conero, es bietet Platz für 26.000 Zuschauer. Seit 2010 firmiert der Verein unter dem Namen 'Unione Sportiva Ancona 1905'. In der Saison 2011/12 spielt der Verein in der Serie D, der fünfthöchsten Ligastufe im italienischen Fußball.

## Geschichte

Logo der AC Ancona (bis 2010)

Nach der Gründung des Vereins nahm der Club zuerst unter dem Namen US Anconitana an regionalen Meisterschaften teil, bis er in der Saison 1926/27 in die Prima Divisione aufstieg. 1927/28 fusionierte die US Anconitana mit Stamura und begründete die Società Sport Ancona, jedoch dauerte die Fusion mit Stamura nur ein Jahr. Nach einem Jahr verließ Stamura die SS Ancona. Am 12. Juli 1932 fusionierte die SS Ancona mit der Mannschaft Emilio Bianchi, das neuentstandene Team nannte sich nun Anconitana-Bianchi. Dieser Namen behielt der Verein bis zur Saison 1981/82, als er erstmals unter dem Namen Ancona Calcio an einer Meisterschaft teilnahm. Nach der in der Serie B verbrachten Saison 2009/2010 verzichtete der Verein auf eine neuerliche Registrierung und wurde anschließend mehrere Male relegiert, bevor er für die Lega Nazionale Dilettanti erstmals wieder bei einem Wettbewerb angemeldet wurde. Da der Verein jedoch keine Mannschaft aufstellte, wurde er nach vier Spieltagen von der FIGC gestrichen und mit der S.S. Piano San Lazzaro ersetzt. 2010 erfolgte die Neugründung des Vereins als Unione Sportiva Ancona 1905 s.r.l., indem die Società Sportiva Piano San Lazzaro zunächst in S.S.D. Unione Sportiva Ancona 1905 umbenannt und der Sitz des Vereins nach Ancona verlegt wurde. In der Spielzeit 2010/2011 bestritt der Verein seine erste Spielzeit unter dem neuen Namen im Wettbewerb Eccellenza Marche; im August 2011 erfolgte die Umbenennung in Unione Sportiva Ancona 1905 S.r.l.

### Jüngste Entwicklung
Zur Saison 2003/04 stieg der Verein in die Serie A auf, erreichte jedoch hier lediglich 13 Punkte und stieg somit als Letzter in die Serie B ab. Im Sommer 2004 kam es dann zum Konkurs von Ancona Calcio 1905. Der Verein wurde dann unter dem aktuellen Namen AC Ancona neu gegründet und musste in der viertklassigen Serie C2 neu beginnen. Im Jahr 2007 beteiligte sich das Sportzentrum der italienischen Bischofskonferenz zu 80 % am Club, die restlichen 20 % halten weitere finanzkräftige katholische Investoren. Der AC Ancona soll nun einen Ethik-Codex erhalten, der Spieler nach einem Foul zu gemeinnütziger Arbeit verpflichtet, oder einen Teil der Kartenerlöse wohltätigen Zwecken zuführt. Die Einführung dieses Kodex brachte dem Verein eine Audienz beim Papst ein. Zur Saison 2007/08 stieg der Klub durch den zweiten Platz in der Serie C1/B wieder in die Serie B auf und sicherte sich 2008/09 durch die Play-out-Spiele den Klassenerhalt. Im Folgejahr gelang erneut der Ligaerhalt. Im August 2010 wurde der Verein jedoch wegen finanziellen Schwierigkeiten vom Spielbetrieb ausgeschlossen, wodurch die abgestiegene US Triestina in der zweithöchsten Spielklasse verbleiben durfte. Da der Verein die geforderte Garantie in Höhe von 800.000 Euro nicht aufbringen konnte und die Zahlungsrückstände von 2,4 Millionen Euro nicht beglichen wurden, folgte der Ausschluss aus allen Profiligen und die Einstufung in die sechstklassige Eccellenza. In der Spielzeit 2014/15 tritt die U.S. Ancona in der Gruppe B der Lega Pro an.

## Ehemalige Spieler
- Daniel Andersson
- Carlo Annovazzi
- Luca Antonini
- Dino Baggio
- Fábio Bilica
- Cristian Bucchi
- Igor Budan
- Nicola Caccia
- Bruno Chizzo
- Stefano Fanucci
- Michele Fini
- Francesco Flachi
- Maurizio Ganz
- Magnus Hedman
- Dario Hübner
- Mário Jardel
- Marek Koźmiński
- Gianluigi Lentini
- Carlo Mattrel
- Davide Nicola
- Paolo Orlandoni
- Goran Pandev
- Ercole Rabitti
- Milan Rapaić
- Danilo Soddimo
- Massimiliano Vieri
- Sergio Zárate
- Gyula Zsengellér

## Ehemalige Trainer
- Mario David
- Vincenzo Guerini
- Ferenc Hirzer
- Ferenc Molnár
- Carlo Parola
- Luciano Spalletti

## Erfolge
- A-Mannschaft:
- Serie C: 3× 1936/37, 1941/42 und 1949/50
- Serie C1: 1× 1987/88
- Serie C1: 1× 1981/82
- Serie D: 1× 1974/75
- Serie IV: 1× 1956/57